# Canton de Steenvoorde
Le canton de Steenvoorde est un ancien canton français, situé dans le département du Nord et la région Nord-Pas-de-Calais.

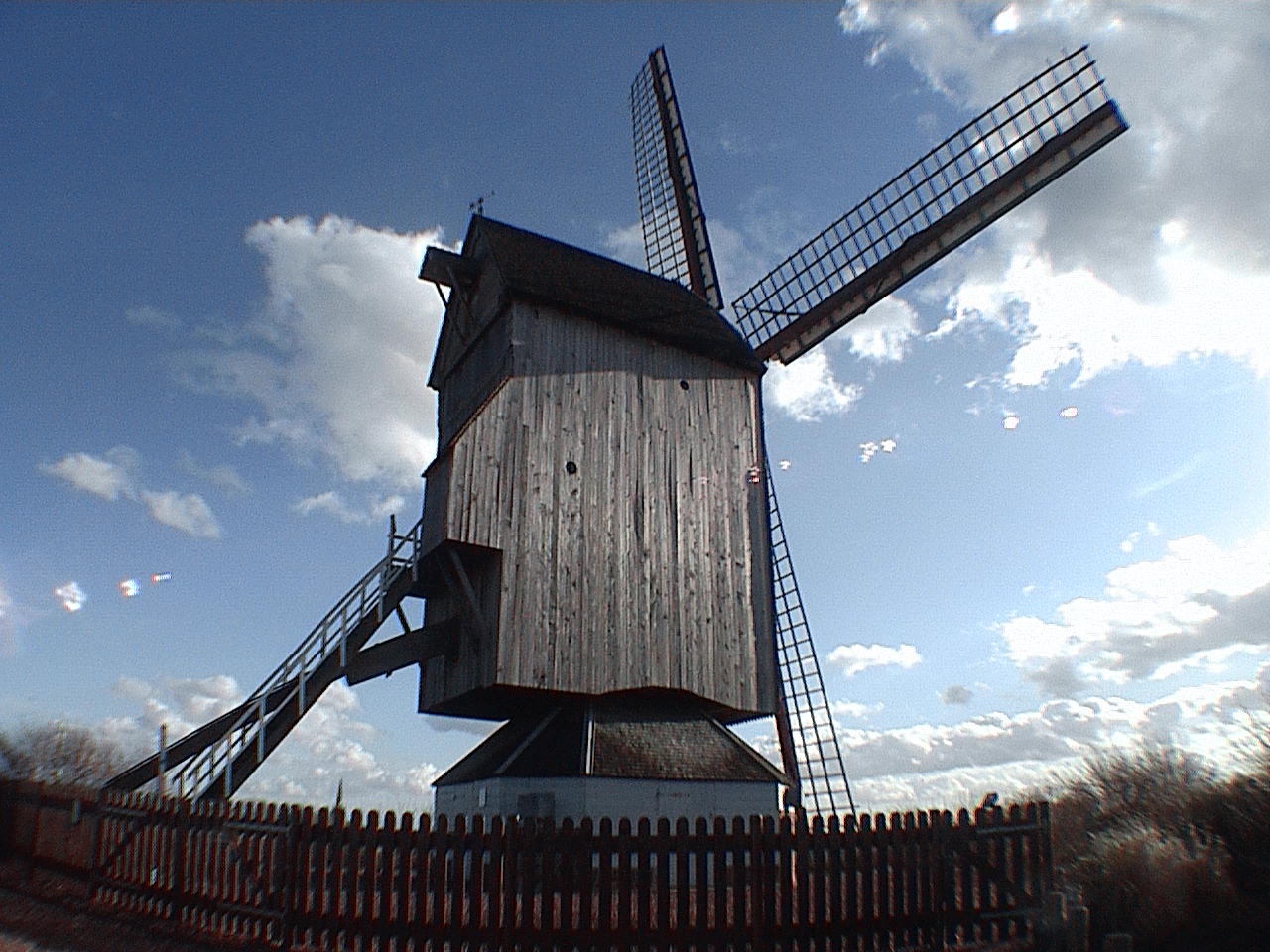
Six moulins à vent sont situés sur le territoire cantonal : le moulin d'« Hofland », l'« Ondankmeulen », le « Steenmeulen », le moulin de la « Roome », le « Drievenmeulen » et le « Noordmeulen ».

## Situation
Situé en Flandre française au cœur de l'Houtland.

## Composition
| Nom                     | Code Insee | Intercommunalité   | Population (dernière pop. légale) |
| ----------------------- | ---------- | ------------------ | --------------------------------- |
| Steenvoorde (chef-lieu) | 59580      | CA Cœur de Flandre | 4 168 (2014)                      |
| Boeschepe               | 59086      | CA Cœur de Flandre | 2 191 (2014)                      |
| Eecke                   | 59189      | CA Cœur de Flandre | 1 210 (2014)                      |
| Godewaersvelde          | 59262      | CA Cœur de Flandre | 2 030 (2014)                      |
| Houtkerque              | 59318      | CA Cœur de Flandre | 1 014 (2014)                      |
| Oudezeele               | 59453      | CA Cœur de Flandre | 681 (2014)                        |
| Saint-Sylvestre-Cappel  | 59546      | CA Cœur de Flandre | 1 133 (2014)                      |
| Terdeghem               | 59587      | CA Cœur de Flandre | 581 (2014)                        |
| Winnezeele              | 59662      | CA Cœur de Flandre | 1 224 (2014)                      |

## Histoire
| Période               | Identité                           | Parti                     | Qualité |
| --------------------- | ---------------------------------- | ------------------------- | --- |
| 1833-1846 (décès)     | Albert de Lencquesaing (1772-1846) |                           | Ancien chef d'escadron, propriétaire, Conseiller général du Canton de Cassel (1833-1846), Conseiller d'Arrondissement d'Hazebrouck (1831-1833), Maire d'Oxelaëre. |
| 1846-1848             | Joseph Augustin Deschodt           |                           | Avocat puis juge au Tribunal civil d'Hazebrouck, Conseiller général du Canton de Cassel (1846-1848), Conseiller général du Canton d'Hazebrouck-Nord (1848-1871).  |
| 1848-1855             | Charles Revel                      |                           | Propriétaire, Maire de Steenvoorde (1828), ancien conseiller d'arrondissement.                                                                                    |
| 1856-1880             | Joseph Beck                        | Droite                    | Propriétaire, Juge de Paix, Maire de Steenvoorde (1848-1862). |
| 1880-1901 (démission) | Alphonse Outters                   | Républicain modéré        | Notaire Député de la 1re circonscription d'Hazebrouck (1881-1885) Maire de Steenvoorde (1884-1901).                                                               |
| 1901- 1919            | Jean-Marie Ryckewaert              | Conservateur              | Médecin à Steenvoorde. |
| 1919-1934             | René Coudeville                    | "Candidat des Poilus" URD | Cultivateur à Houtkerque. |
| 1934-1940             | Gabriel Plancke                    | Gauche indépendante       | Imprimeur Député de la 1re circonscription d'Hazebrouck (1936-1942).                                                                                              |
|                       |                                    |                           | |
| 1943-1945             | Félix Delobeau (1891-1954)         |                           | Négociant en houblon Maire de Steenvoorde Nommé conseiller départemental en 1943                                                                                  |
|                       |                                    |                           | |
| 1945-1970             | Joseph Decanter                    | MRP                       | Négociant en houblon Maire de Boeschepe (1935-1975). |
| 1970-1999 (décès)     | Jean-Paul Bataille                 | RI puis UDF-PR            | Pharmacien Sénateur du Nord (1983-1992 et 1998-1999) Maire de Steenvoorde (1965-1999).                                                                            |
| 1999-2015             | Jean-Marc Gosset                   | DVD puis UDI              | Directeur de magasin, Steenvoorde Elu en 2015 dans le Canton de Bailleul                                                                                          |

### Conseillers d'arrondissement de 1833 à 1940
Le canton de Steenvoorde appartenait à l'arrondissement d'Hazebrouck jusqu'à sa disparition en 1926.
| Période | Période      | Identité                                      | Étiquette   | Qualité |
| ------- | ------------ | --------------------------------------------- | ----------- | --- |
| 1833    | 1848         | Charles Revel (1802-1861)                     |             | Propriétaire à Steenvoorde                                                                                  |
|         |              |                                               |             | |
|         | 1883         | Louis Dufour                                  | Républicain | Propriétaire, maire de Steenvoorde                                                                          |
| 1883    | 1893 (décès) | Antoine Barthélemy Louis Verrièle (1829-1893) | Droite      | Clerc de notaire, marguillier de l'église, maire de Winnezeele                                              |
|         |              |                                               |             | |
| 1895    | 1925         | Firmin Decanter (1857-1944)                   | Libéral     | Négociant, maire de Boeschepe (1904-1919)                                                                   |
| 1925    | 1940         | Joseph Parmentier (1865-1941)                 | FR          | Brasseur, maire de Steenvoorde                                                                              |
| 1940    |              |                                               |             | Les conseils d'arrondissement ont été suspendus par la loi du 12 octobre 1940 et n'ont jamais été réactivés |

## Démographie
| 1962   | 1968   | 1975   | 1982   | 1990   | 1999   | 2006   | 2011   | 2012   |
| ------ | ------ | ------ | ------ | ------ | ------ | ------ | ------ | ------ |
| 11 997 | 11 801 | 11 602 | 11 939 | 12 185 | 12 851 | 13 440 | 13 982 | 13 948 |

### Pyramide des âges
Comparaison des pyramides des âges du Canton de Steenvoorde et du département du Nord en 2006
| Hommes | Classe d’âge   | Femmes |
| ------ | -------------- | ------ |
| 0,4    | 90 ans et plus | 0,9    |
| 5,4    | 75 à 89 ans    | 8,5    |
| 11,4   | 60 à 74 ans    | 12,8   |
| 21,5   | 45 à 59 ans    | 20,3   |
| 22,5   | 30 à 44 ans    | 20,5   |
| 17,4   | 15 à 29 ans    | 16,8   |
| 21,5   | 0 à 14 ans     | 20,1   |

| Hommes | Classe d’âge   | Femmes |
| ------ | -------------- | ------ |
| 0,2    | 90 ans et plus | 0,8    |
| 4,3    | 75 à 89 ans    | 7,9    |
| 10,3   | 60 à 74 ans    | 11,9   |
| 19,7   | 45 à 59 ans    | 19,4   |
| 21,1   | 30 à 44 ans    | 20,1   |
| 22,6   | 15 à 29 ans    | 21     |
| 21,6   | 0 à 14 ans     | 19     |

## Le canton en images

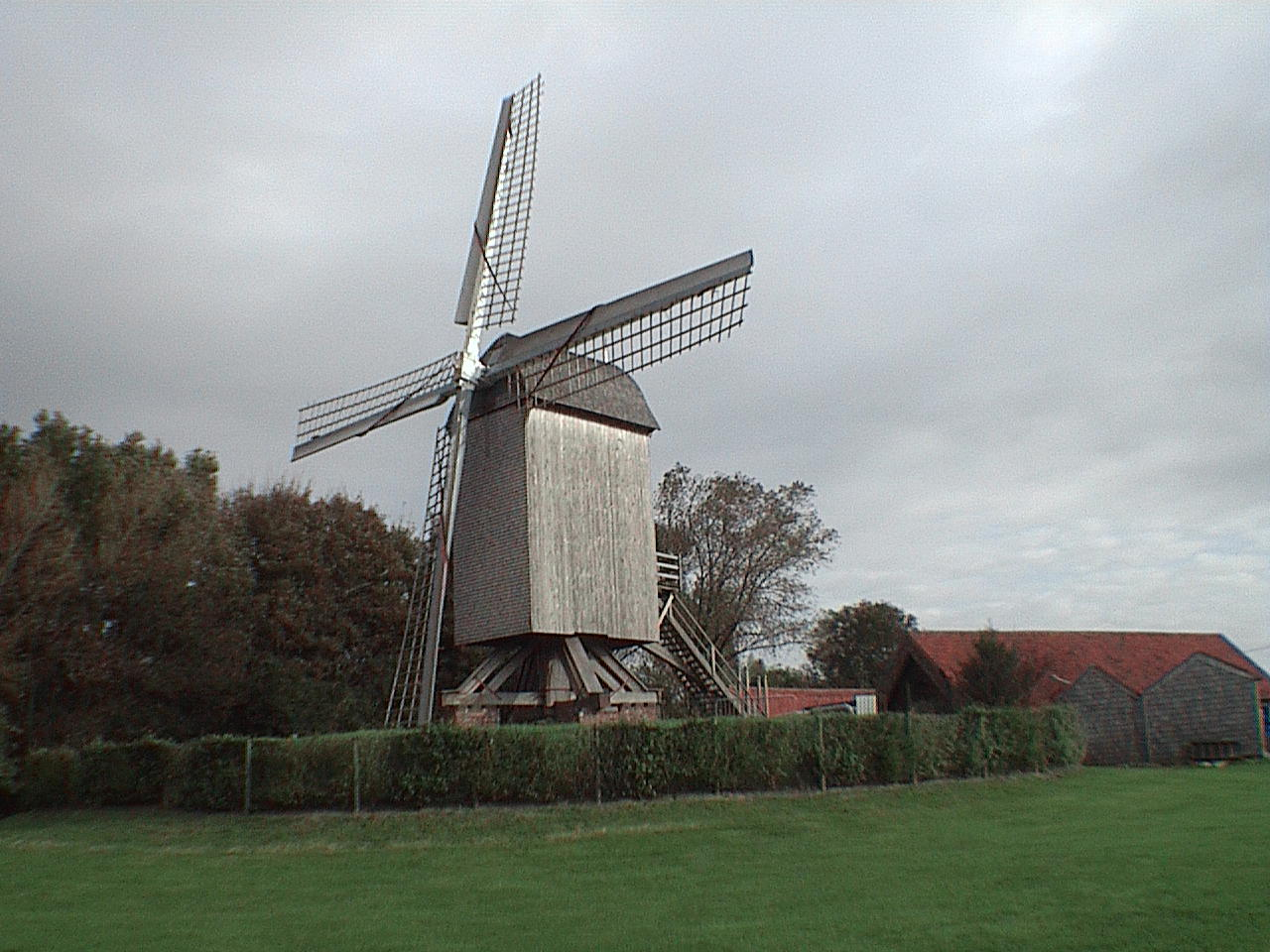
Terdeghem
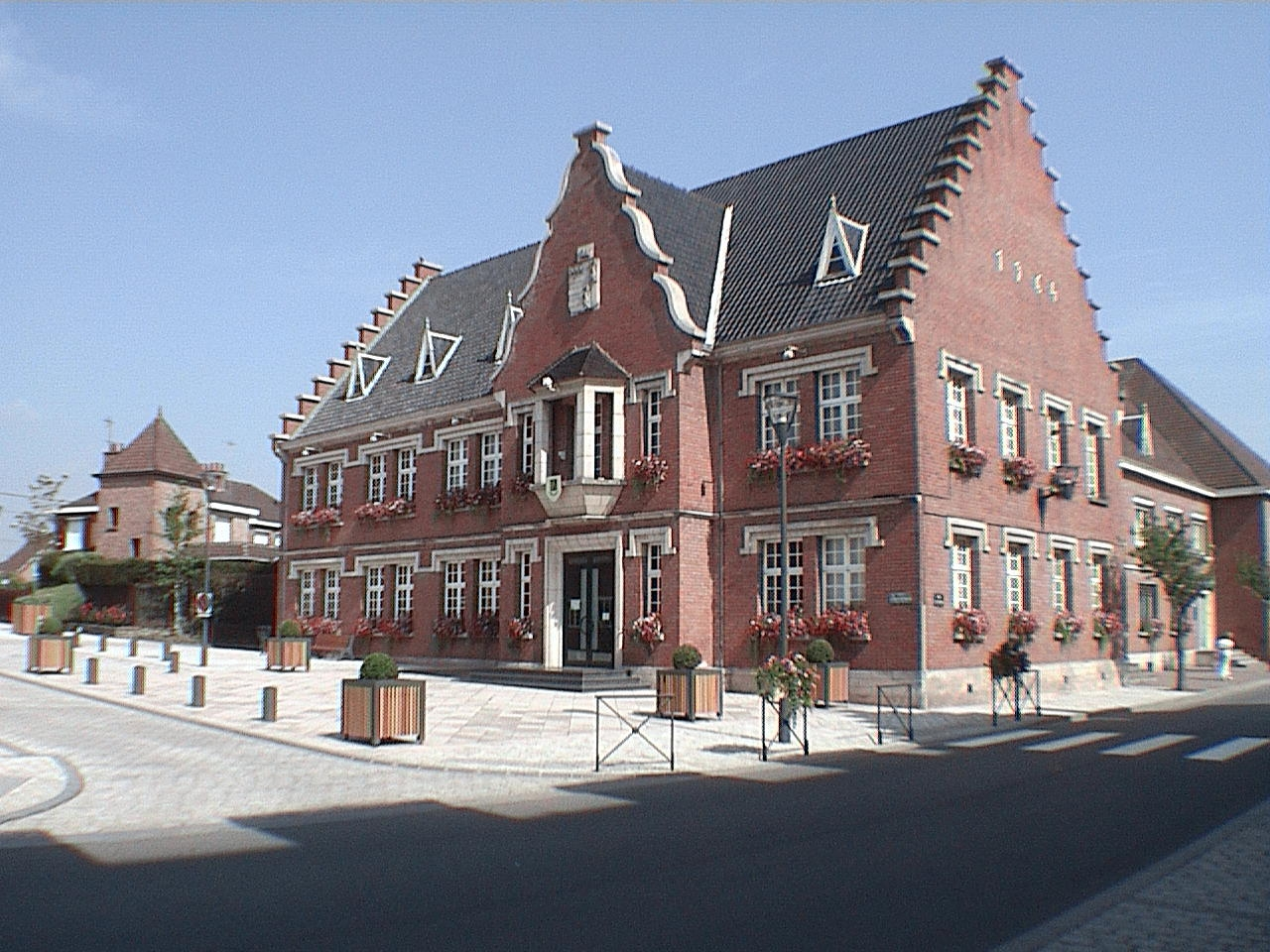
Steenvoorde
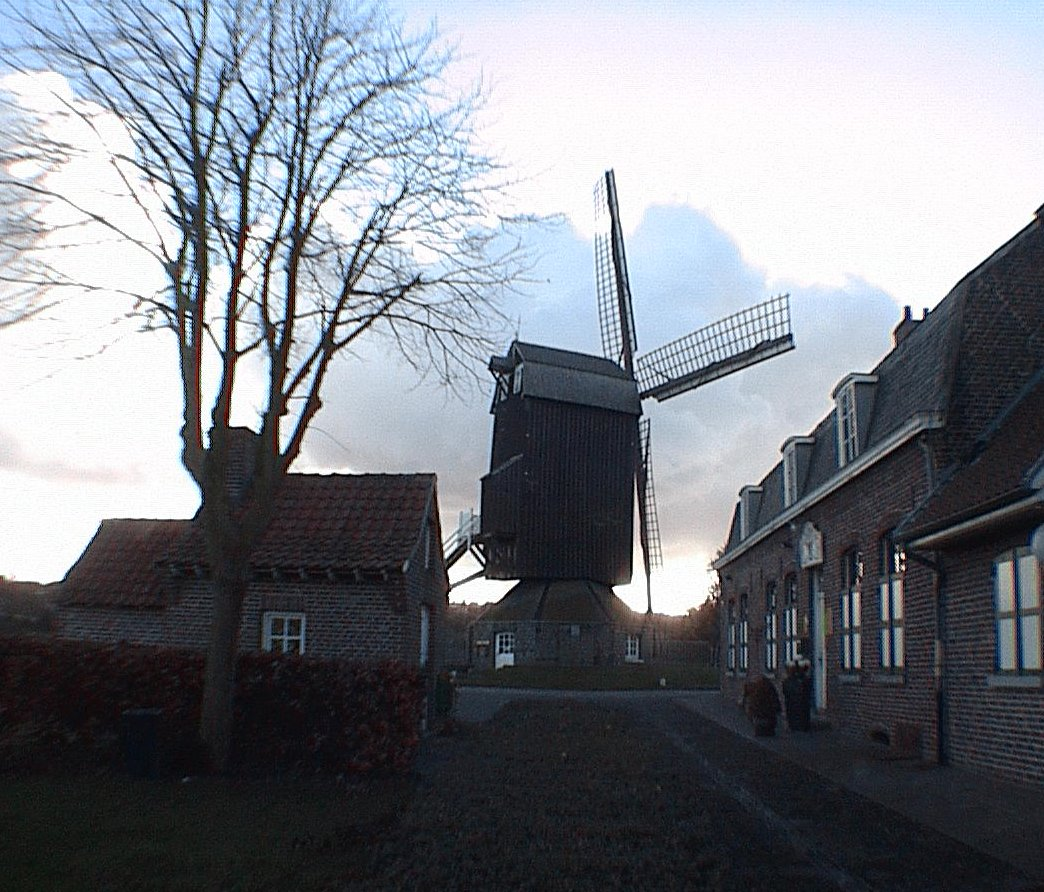
Boeschepe
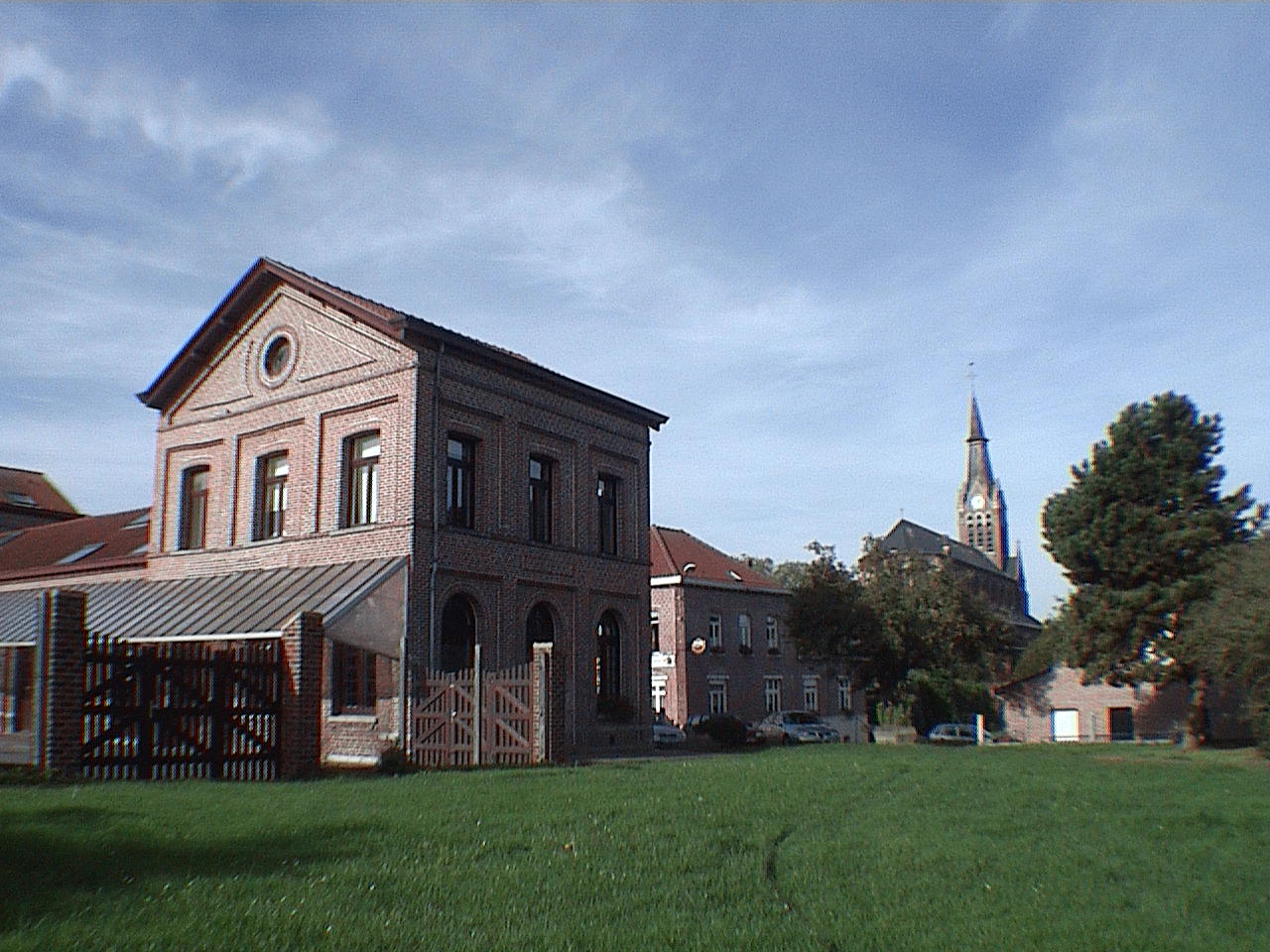
Godewaersvelde
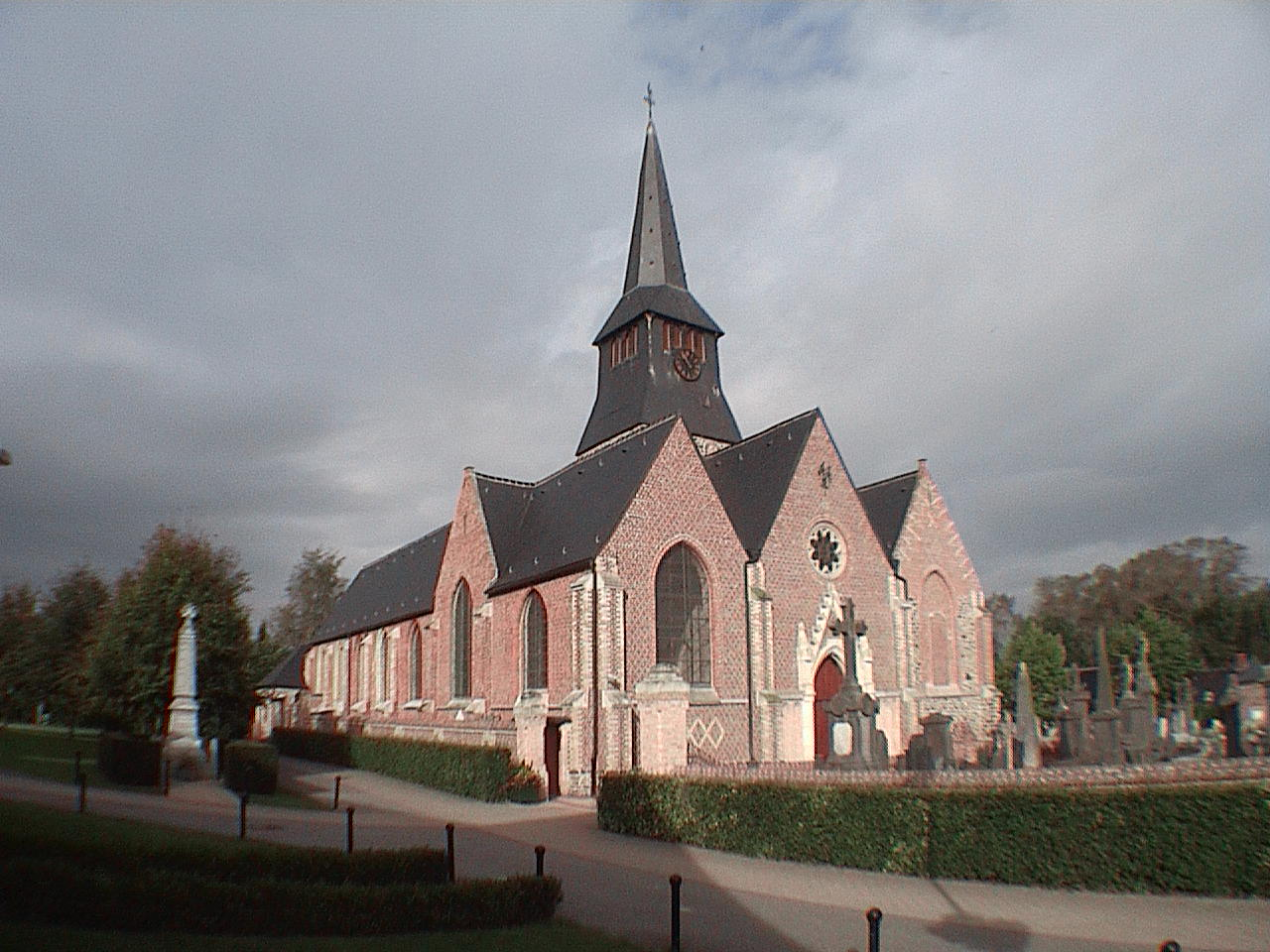
Terdeghem
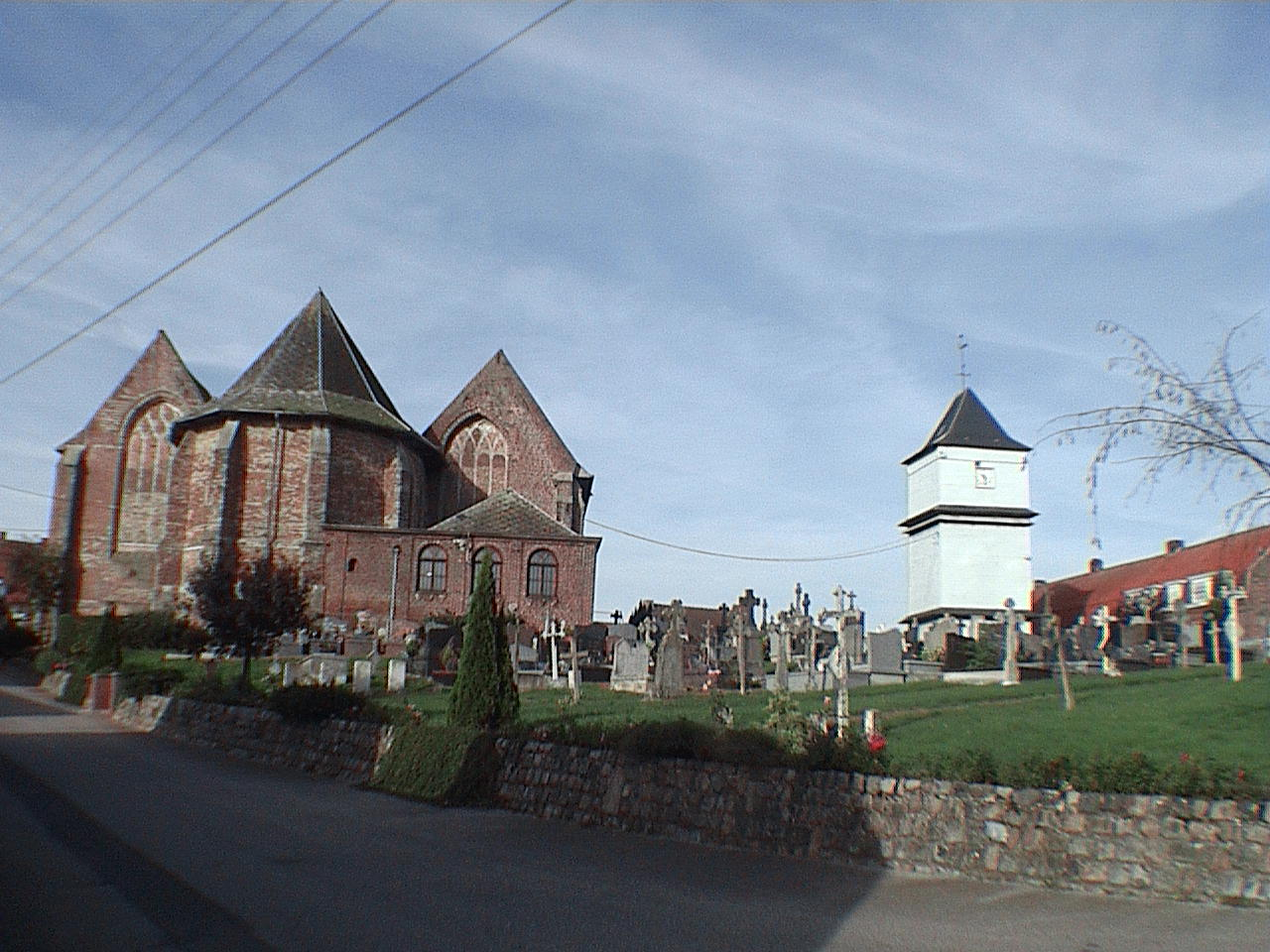
Eecke
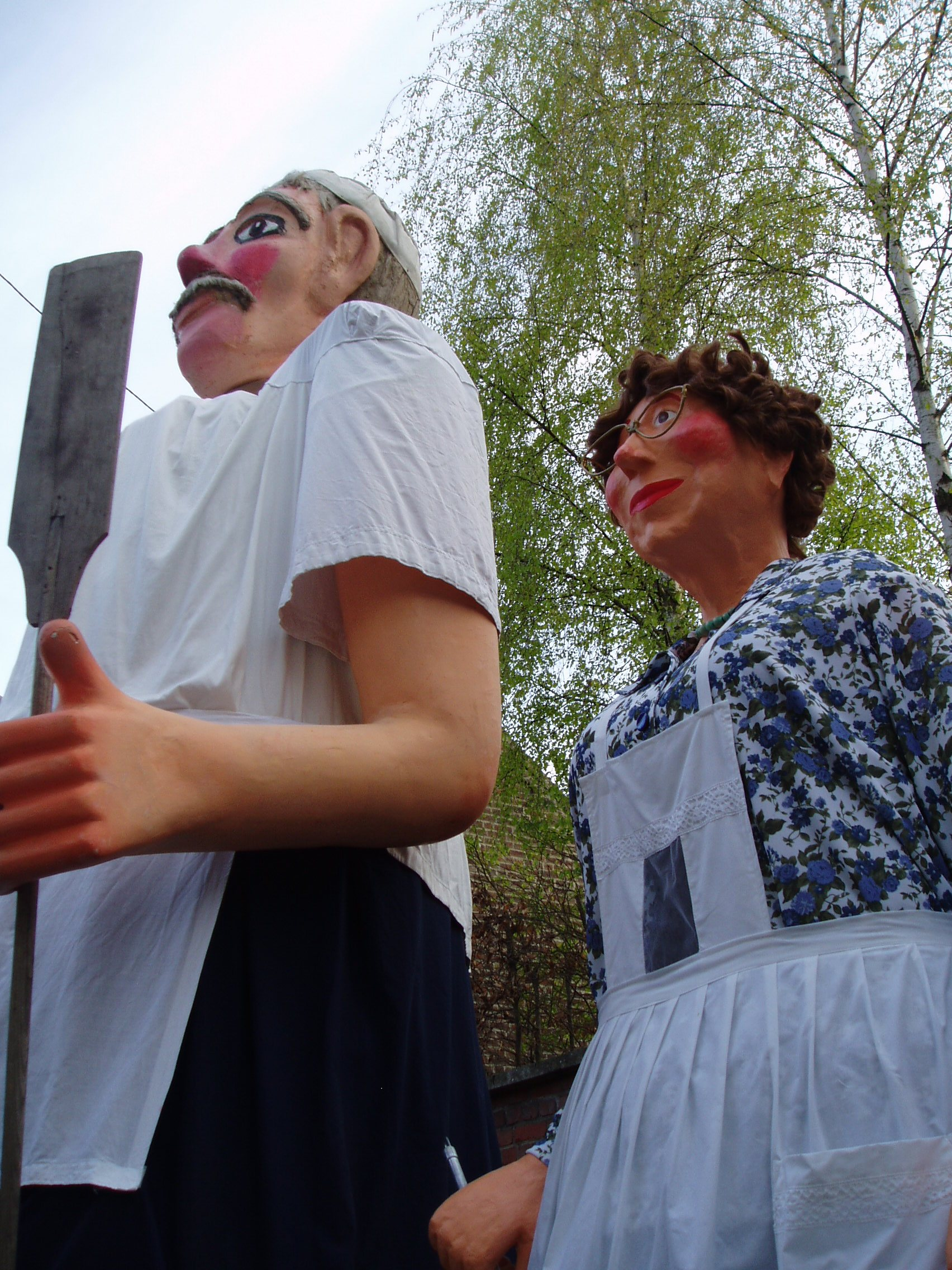
Oudezeele
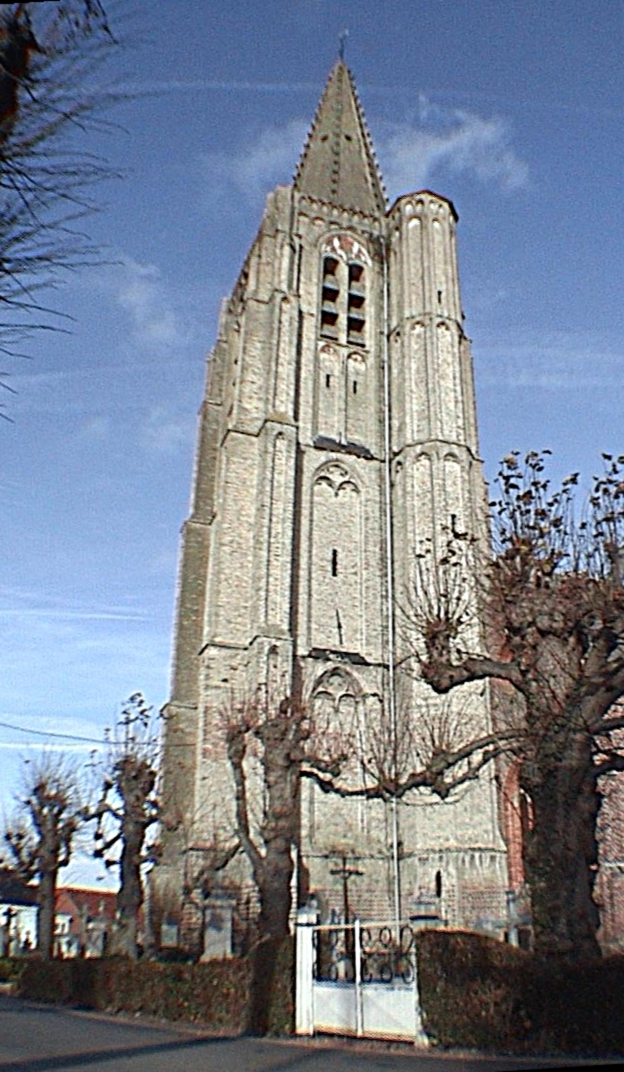
Houtkerque
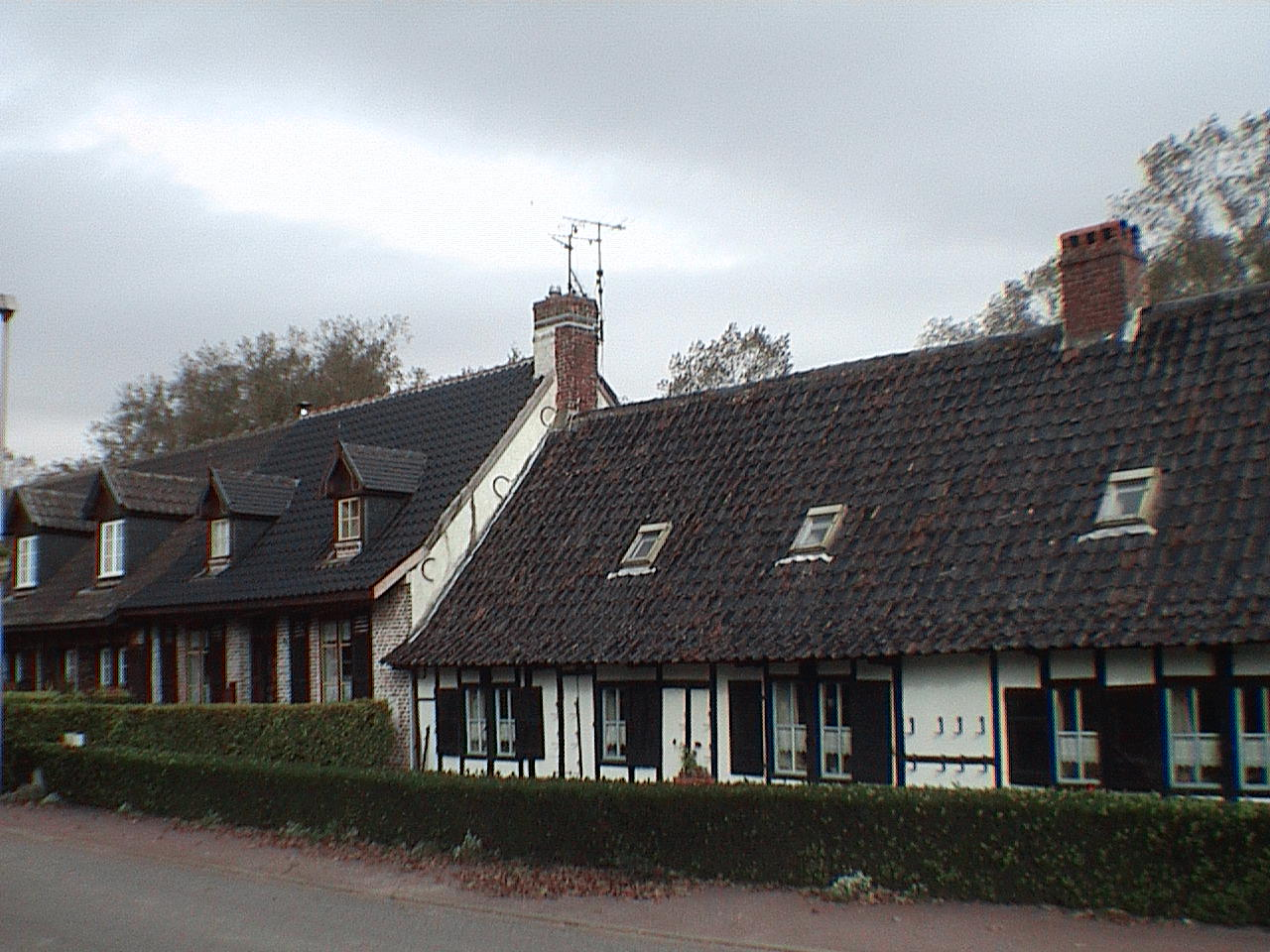
Terdeghem